# Корабельные волны
Корабе́льные волны — вид волн на поверхности жидкости, создаваемых достаточно быстро движущимся по поверхности телом. Отличительной особенностью корабельных волн является характерное расположение гребней волн при наблюдении сверху (визуально представлено на иллюстрации).
Следует обратить внимание на три особенности корабельных волн:
- гребни волн идут вовсе не параллельно цугу расходящихся волн, а как бы выходят наружу;
- сами гребни при этом имеют вид не прямых отрезков, а дуг, выгибающихся наружу;
- направление цуга волн составляет примерно постоянный угол (19,5°) с направлением движения судна.

Такое поведение корабельных волн объясняется тем, что гравитационные волны на воде (которыми и являются достаточно большие волны) обладают законом дисперсии {\displaystyle \omega \sim {\sqrt {k}}}, из которого следует, что фазовая скорость таких волн в два раза больше их групповой скорости. Тело, движущееся в некоторой среде быстрее скорости распространения волн в этой среде, концентрированно излучает волны в маховском конусе, причём угол раствора этого конуса тем меньше, чем больше число Маха (отношение скорости движения тела к скорости распространения волны). В результате оказывается, что угол между гребнями волн и направлением движения корабля (который определяется фазовой скоростью волн) будет больше, чем угол раствора цуга волн, расходящихся от корабля.
Для объяснения второго свойства корабельных волн вспомним, что из закона дисперсии для гравитационных волн на воде также следует, что длинные волны распространяются быстрее коротких. Следовательно, чем больший участок поверхности уже занят волнами, тем быстрее бегут волны дальше. Когда скорость распространения волн достигнет скорости движения корабля, то волны покинут маховский конус.
Возникновение двух типов гребней в волновой картине за движущимся кораблем — расходящихся от корабля и поперечных — становится очевидным, если нарисовать семейство волновых фронтов от движущегося с постоянной скоростью точечного источника поверхностных волн в системе отсчета, связанной с источником. Радиус каждого фронта из-за дисперсии растет пропорционально квадрату времени (отсчитываемого от момента испускания волнового фронта), и огибающая семейства линий представляет характерный элемент волновой картины за кораблем (клина Кельвина).